# Ángel Agnello
Ángel Agnello (Maracay, Venezuela, 11 de septiembre de 1982) es un futbolista venezolano. Su posición es la de defensa y su primer equipo profesional fue el Aragua Fútbol Club. Actualmente juega para dicho equipo en la Primera División de Venezuela. 

## Clubes
| Club                          | País      | Año |
| ----------------------------- | --------- | --- |
| Aragua Fútbol Club            | Venezuela |     |
| Zulia Fútbol Club             | Venezuela |     |
| UCV Aragua                    | Venezuela |     |
| Hermandad Gallega Fútbol Club | Venezuela |     |
| Aragua Fútbol Club            | Venezuela |     |